# Educación pública de Guam
Guam Public School System (en chamorro: Sisteman Eskuelan Pupblekon Guåhan), antiguamente el Departamento de educación de Guam, es un distrito escolar que sirve a la isla de Guam, una área insular perteneciente a los Estados Unidos de América.
En 2000, 32.000 estudiantes acudieron a las escuelas públicas de Guam. La educación pública de Guam ha sido criticada por tener una dirección pobre y unas instalaciones inadecuadas. La carencia de financiación y la corrupción son a menudo  citadas como las causas. Las escuelas privadas tenían una asistencia total de 6.000 alumnos en 2000, es conocido que la asistencia ha aumentado en recientes años. En 1998 el Departamento de Defensa de los Estados Unidos abrió escuelas para los hijos de personal militar estadounidense. Estas escuelas tenían una asistencia de 2.500 en 200.  (enlace roto disponible en Internet Archive; véase el historial, la primera versión y la última).

## Elementary Schools públicas
- Agana Heights Elementary School (Altos de Agaña, abierta en 1958)
- As Tumbo Elementary School (Dededo, abierta en 1997)
- B.P. Carbullido Elementary School (Barrigada, abierta en 1965)
- Chief Brodie Memorial Elementary School (Tumon, Tamuning, abierta en 1965)
- C.L. Taitano Elementary School (Sinajana,  abierta en 1958)
- Daniel L. Pérez Elementary School (Yigo, abierta en 1968)
  - Formerly Yigo Elementary School (cambió de nombre en 1998)
- F.Q. Sánchez Elementary School (Umatac, abierta en 1953)
- Finegayan Elementary School (Dededo, abierta en 1972)
- Harry S. Truman Elementary School (Santa Rita, abierta en 1966)
- Inarajan Elementary School (Inarajan, opened 1953)
- J.Q. San Miguel Elementary School (Mongmong-Toto-Maite, abierta en 1971)
- Juan M. Guerrero Elementary School (Dededo, abierta en 1971)
- Lyndon B. Johnson Elementary School (Tamuning, abierta en 1974)
- Liguan Elementary School (Dededo, abierta en 2008)
- Maria A. Ulloa Elementary School (Dededo, abierta en 1965)
- Machananao Elementary School (Yigo, abierta en 1998)
- Marcial Sablan Elementary School (Agat, abierta en 1998)
- Merizo Martyrs Elementary School (Merizo, abierta en 1966)
- Manuel Ulloa Lujan Elementary School (Yona, abierta en 1971) ()
- Ordot/Chalan Pago Elementary School (Chalan-Pago-Ordot, abierta en  1997)
- Pedro C. Lujan Elementary School (Barrigada, abierta en 1962)
- Captain Henry B. Price Elementary School (Mangilao, abierta en 1958)
- Talofofo Elementary School (Talofofo, abierta en 1965)
- Tamuning Elementary School (Tamuning, abierta en 1965)
- Upi Elementary School (Yigo, abierta en 1997)
- Wettengel Elementary School (Dededo, abierta en 1968)

## Middle Schools públicas
- As Tumbo Middle School (Dededo, abierta en 2008)
- Águeda Johnston Middle School (Chalan-Pago-Ordot, abierta en 1966)
- F.B. León Guerrero Middle School (Yigo, abierta en 1974)
- Inarajan Middle School (Inarajan, abierta en 1973)
- Jose Rios Middle School (Piti, abierta en 1973)
- Luis P. Untalan Middle School (Barrigada, abierta en 1958)
- Oceanview Middle School (Agat, abierta en 1959)
- Vicente S.A. Benavente Middle School (Dededo, abierta en 1966)

## High Schools públicas
- George Washington High School (Mangilao, abierta en 1965)
- Okkodo High School (Dededo, abierta en 2008)
- John F. Kennedy High School (Tumon, Tamuning, abierta en 1959)
- Simon Sánchez High School (Yigo, abierta en 1974)
- Southern High School (Santa Rita, abierta en 1997)

## Escuelas que se abrirán
- Adacao Elementary School
- Liguan Elementary School
- As Tumbo Middle School
- Ukudu High School